# ArchBang
ArchBang Linux - это облегченный дистрибутив GNU/Linux с "переходящей редакцией", основанный на Arch Linux в качестве менеджера окон и способный демонстрировать высокую скорость даже на старом или низко производительном оборудовании с ограниченными ресурсами. Цель ArchBang - обеспечить простую установку системы на базе arch Linux с настраиваемой средой рабочего стола i3.
"ArchBang" также рекомендуется как способ быстрой установки "Arch Linux", для людей, которые имеют опыт установки второй версии, но хотят избежать более сложной процедуры установки базовой системы при переустановке ее на другой компьютер.

## История
Идея создания «ArchBang» была впервые озвучена Виленски Аристиде (Willensky Aristide a.k.a. Will X TrEmE) на форуме «CrunchBang Linux». Именно этот дистрибутив вдохновил его на создание «ArchBang». Виленски хотел систему с плавающими релизами и оконным менеджером «openbox». В свою очередь «Arch Linux» предоставлял легко настраиваемую систему плавающих релизов. Благодаря поддержке и помощи сообщества CrunchBang Linux и разработчика Притама Дасгупты (Pritam Dasgupta или sHyLoCk), проект начал развиваться. Они поставили перед собой цель сделать, чтобы «Arch Linux» выглядел как «CrunchBang Linux».
16 апреля 2012 года сменился лидер проекта — им стал Стэн МакЛарен (Stan McLaren).
В июле 2025 года McLaren объявила, что ArchBang будет переименована в GreenBANG из-за опасений по поводу возможных судебных исков со стороны Arch Linux по поводу законов о товарных знаках.

## Установка
Для установки ArchBang доступны образы Live cd x86-64, которые также можно использовать для записи на USB-накопитель, а загрузочные образы позволяют пользователю протестировать работоспособность дистрибутива перед установкой.
Кроме того, загрузочный носитель содержит графический установочный скрипт, который позволяет выполнить установку в простой и понятной пошаговой инструкции.

## Мнения
Джесси Смит рассмотрела «ArchBang» 2011 для DistroWatch Weekly. Смит также рассмотрела ArchBang 2013.09.01.
Витсон Гордон из Lifehacker.com написал обзор «ArchBang» в 2011 году.